# Bang (canção de Anitta)
"Bang" (estilizado como "Bang!") é uma canção gravada pela artista musical brasileira Anitta, contida em seu terceiro álbum de estúdio de mesmo nome (2015). Foi composta pela cantora juntamente com Umberto Tavares, Jeferson Junior e Matheus Santos, sendo produzida pelo segundo juntamente como Mãozinha. Primeiramente divulgada como novo single do disco no final de setembro de 2015, sem a cantora dizer o nome do tema, a faixa teve uma expectativa alta por parte da artista, sendo lançada oficialmente através de venda digital na Google Play Music e streaming em 9 de outubro de 2015, servindo como o segundo single do disco, posteriormente também enviada para airplay no Brasil no dia seguinte. Na capa oficial para a promoção da faixa, a cantora é vista usando um macacão revelador, meia-arrastão e uma calcinha fio-dental; a imagem foi criada por Giovanni Bianco, o qual a cantora disse "querer algo revolucionário, que todas as idades curtissem, que fosse universal".
De acordo com Anitta, "Bang" traz um "passo a passo" de como ela deve fazer para estar na mesma sintonia que outra, também comentando que esta pode ser cantada para qualquer tipo de público, sendo, para esta, um "canto de vitória". Uma canção sobre algum tipo de parceria, é derivada dos gêneros pop e trap, com influências do eletrônico e do funk dos anos 1970. O vídeo musical correspondente foi dirigido por Bruno Ilogti, com direção de arte por Giovanni Bianco, com mais de 50 profissionais envolvidos na produção. Tendo a intenção de que o vídeo passasse a mensagem de "força, autoestima, e ao mesmo tempo de um novo passo na carreira", foi divulgado uma campanha no Twitter, em que fãs poderiam ganhar uma sessão para assistir a pré-estreia do vídeo, os quais estes colocavam uma hashtag com o nome do single e o estado; acabou-se por escolher o Rio de Janeiro, especificamente no New York City Center, para 200 fãs convidados, imprensa e parte de sua família, sendo posteriormente divulgado no canal oficial da cantora no YouTube e no serviço Vevo; foi o segundo vídeo musical da cantora a bater a marca de 100 milhões de visualizações, seguido de "Show das Poderosas". Também ocorreram paródias do vídeo, sendo a mais famosa a da vlogger Kéfera Buchmann, tendo em 24 horas de estreia mais de 4 milhões de visualizações no site, conseguindo bater o recorde do vídeo original, o qual obteve 2 milhões de visualizações em sua emissão.
A obra recebeu elogios dos críticos musicais e do público, que destacaram seu estilo musical. No âmbito comercial, conseguiu se posicionar nas dez melhores posições da Billboard Brasil Hot 100 Airplay, conseguindo também se destacar em tabelas regionais brasileiras, tais como a de Fortaleza, Recife, Rio de Janeiro, São Paulo e Vitória.
Para sua divulgação, a canção obteve várias apresentações ao vivo, tanto em shows quanto em programas de televisão; a primeira delas foi no concerto infantil Show das Poderosinhas, no Rio de Janeiro, em 10 de outubro de 2015, com a artista posteriormente indo ao Domingão do Faustão, Mais Você e Encontro com Fátima Bernardes, sendo todos programas da Rede Globo; a última performance foi viral nas mídias sociais, pela apresentadora do talk show, Fátima Bernardes, tentar dançar a coreografia junto com a musicista. A faixa também foi apresentada no Programa Xuxa Meneghel, da Rede Record, e no Melhores do Ano de 2015, premiação feita igualmente pela Globo. Além disso, a canção fez parte da trilha sonora da novela das sete Haja Coração (2016), da Globo, e do jogo Just Dance 2017.

## Antecedentes e lançamento

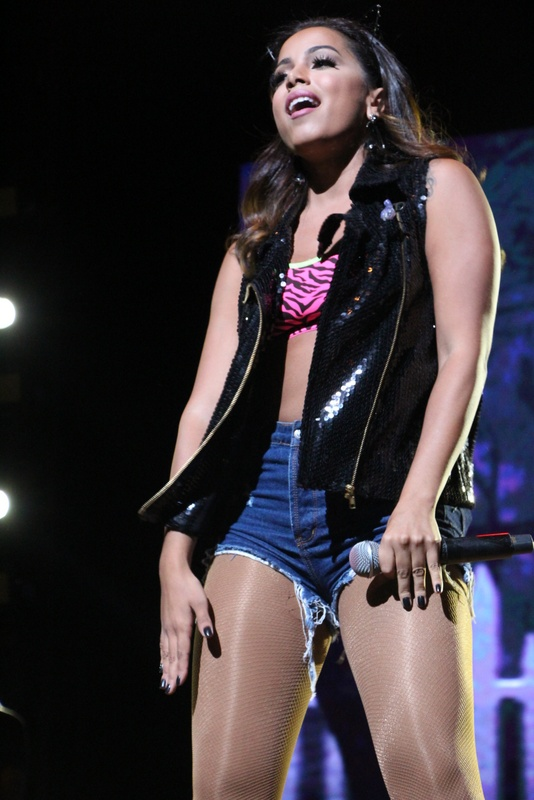
Anitta apresentando-se durante a Meu Lugar Tour, em fevereiro de 2015.

Depois do sucesso de seu primeiro álbum de estúdio, Anitta (2013), que rendeu hits como "Show das Poderosas" e "Zen", a cantora dedicou-se à formulação de seu primeiro álbum ao vivo. O projeto foi disponibilizado em junho de 2014, em dois lançamentos. A edição ao vivo foi lançada sob o título Meu Lugar, enquanto que as versões em estúdio das faixas foram compiladas em um CD chamado Ritmo Perfeito. O trabalho teve singles como "Na Batida" e "Cobertor". Após o término dos trabalhos de promoção de Meu Lugar e Ritmo Perfeito, começaram a circular notícias de que a artista estava preparando material novo em estúdio. No início do ano, a musicista anunciou que estava trabalhando com seus produtores de longa data, Umberto Tavares e Mãozinha. Numa imagem postada no Facebook, ela escreveu: "'Tá' difícil escolher a melhor! Novo álbum. Músicas incríveis. Com meus amados produtores [...] juntos novamente pra esse terceiro trabalho. Encantados com nossas apostas." Em maio, Anitta postou uma foto em seu perfil no Instagram dizendo que seu novo álbum estava "no forno". Dois meses depois, a primeira canção do disco foi liberada. Intitulada "Deixa Ele Sofrer", a música chegou ao topo das mais vendidas digitalmente pelo iTunes, à sétima posição das mais ouvidas em airplay e ao cume das mais ouvidas do Brasil no serviço de streaming Spotify.
A capa do single teve direção criativa de Giovanni Bianco, foto de Gui Paganini, styling assinado por Renata Correa e beleza de Henrique Martins. Na foto, a cantora aparece vestindo um macacão revelador, meia-arrastão e fio dental. A arte foi divulgada pela Vogue em 4 de outubro de 2015. "Quis falar sobre dar a volta por cima, do poder da mulher, dominar as pessoas. Gosto de brincar com isso, esse lado mulherão, mas ao mesmo tempo é desenhado, enfeitado", adicionou a artista. A obra foi oficialmente lançada em 9 de outubro de 2015, através de lojas virtuais como iTunes Store e Google Play Music, além de ter sido disponibilizada em streaming. Foi enviada para os circuitos radiofônicos no dia seguinte.

## Composição
"Bang" é uma parceria de Anitta com Umberto Tavares e Jeferson Junior, que já trabalharam com ela anteriormente. Mãozinha trabalhou como co-produtor da faixa. É uma música pop e trap, que incorpora elementos estilísticos do eletrônico e do funk dos anos 1970. Liricamente, a faixa é sobre uma parceria, que pode ser um relacionamento amoroso, uma amizade, ou uma colaboração profissional. "Por isso, uma das coisas que a letra traz é um passo a passo de como alguém deve fazer para estar na mesma sintonia que você", comentou a cantora, completando que "é uma música que pode ser cantada para qualquer tipo de público. Assim como um tiro certeiro ao alvo, é um canto de vitória".
Segundo Anitta, a canção foi inspirada pelas imagens criadas por Giovanni Bianco para seu terceiro álbum de estúdio. A cantora queria que o álbum fosse "Um tiro certeiro. Falei para o Giovanni que queria algo revolucionário, que todas as idades curtissem, que fosse universal. Ele pegou essa ideia do poder, do bang, do tiro certo. Isso aconteceu há sete meses e a música não existia. Aí eu pensei: 'vai ter que ter uma música com o tal do bang no meu disco'", levando a cantora a escrever a faixa.

## Vídeo musical

### Antecedentes
O videoclipe para "Bang" foi dirigido por Bruno Ilogti, com direção de arte por Giovanni Bianco, com mais de 50 profissionais envolvidos na produção. "Esse foi o primeiro clipe que eu deixei inteiramente na mão de outra pessoa. Escolhi nada. Deixei o Giovanni fazer. Fechei o olho e confiei. Ficou incrível", comentou Anitta. A cantora queria um vídeo que passasse a mensagem de "força, autoestima, e ao mesmo tempo de um novo passo na carreira, uma repaginada. Queria que fosse algo que atingisse pessoas de zero a cem anos, todas as idades teriam que gostar". O vídeo foi coreografado pela própria Anitta, junto com a bailarina Arielle. A cantora comentou sobre a produção:
"O que mais gostei no clipe é que foi inovador, diferente. Acho que as pessoas vão se surpreender mais uma vez, que mais uma vez não esperavam pelo que vão ver. O clipe é bem parecido com as fotos do álbum, tem muita sensualidade e animação, bem divertido. Nos outros clipes, eu sempre dirigia e roteirizava junto, mas dessa vez fechei o olho e me joguei nas ideias do Giovanni Bianco".

### Lançamento
A pré-estreia oficial do videoclipe foi no New York City Center, no Rio de Janeiro, e foi fechado para 200 fãs convidados, imprensa e parte da família dela. Anitta pediu para que as pessoas não gravassem nem divulgassem na Internet antes da estreia oficial do vídeo. Houve um esquema de segurança reforçado para evitar vazamentos, com todos os convidados tendo que deixar o telefone celular na entrada e passar por um protetor de metais. Até mesmo os veículos de imprensa tiveram que desligar os equipamentos durante a exibição do vídeo. O vídeo estreou no YouTube em 9 de outubro de 2015, pouco antes da cantora apresentar uma edição especial do TVZ da Multishow, onde foi exibido mais uma vez. O vídeo, gravado em preto e branco, é recheado com efeitos de animação e cores. Com suas dançarinas, Anitta dança usando calcinha branca, por cima de uma cinta-liga.
Foi o segundo vídeo musical da cantora a bater a marca de 100 milhões de visualizações no YouTube, seguido de "Show das Poderosas" e o primeiro a alcançar a marca de 200 milhões de visualizações(em apenas oito meses).

### Controvérsia
Poucos dias antes do lançamento do vídeo, Anitta lançou uma campanha no Twitter, em que fãs poderiam ganhar uma sessão exclusiva com a cantora para assistir ao mesmo subindo uma hashtag com o nome do single e seu estado. No entanto, Maurício Cid, do website humorístico Não Salvo, resolveu participar da campanha. Com mais de 600 mil seguidores, Cid pediu para que seus seguidores colocassem a hashtag para levar Anitta até o Acre. A campanha do blogueiro virou um sucesso, ficando em primeiro lugar nos assuntos mais comentados no microblogging. No entanto, o Acre ficou em segundo, perdendo para o estado do Rio de Janeiro. Em seguida, Anitta respondeu Cid e pediu respeito ao Acre: "Vocês deveriam ter mais respeito ao povo do Acre. Zoar um estado por ser longe do seu é o cúmulo do preconceito".

### Paródias
Em novembro de 2015 a vloggeira Kéfera Buchmann lançou uma paródia do clipe e conseguiu bater a marca de 4 milhões de visualizações em 24 horas. Assim, o vídeo superou até mesmo a versão original, que conseguiu 2 milhões de visualizações em um dia.

## Apresentações ao vivo
A primeira apresentação ao vivo de "Bang" foi no concerto infantil Show das Poderosinhas, no Rio de Janeiro, em 10 de outubro de 2015. Em 25 de outubro, Anitta foi ao Domingão do Faustão, da Rede Globo, para divulgar Bang. Ela apresentou a canção enquanto vestia um vestido preto transparente com algumas estrelas. Em novembro, a cantora foi ao Encontro com Fátima Bernardes da mesma emissora para apresentar a canção. A apresentadora dançou a coreografia junto com Anitta, tornando-se viral na internet. No mês seguinte, outra apresentação foi feita no Programa Xuxa Meneghel da Rede Record junto com o single anterior. Em dezembro, após ganhar o prêmio de melhor cantora no Melhores do Ano de 2015, Anitta apresentou a canção. Em janeiro de 2016, Anitta foi ao programa Mais Você apresentado por Ana Maria Braga e cantou a faixa juntamente com "Deixa Ele Sofrer", vestindo um short e jaqueta amarelos.

## Faixas e formatos
"Bang" foi lançada como single somente em streaming no serviço Spotify e para download digital na Google Play, contendo somente a faixa, com duração total de três minutos e dez segundos.
| Streaming e download digital |        |         |  |
| N.º                          | Título | Duração |  |
| 1.                           | "Bang" | 3:11    |  |

## Desempenho nas tabelas musicais
| Tabela musical (2015)                                       | Melhor posição |
| ----------------------------------------------------------- | -------------- |
| Brasil (Billboard Brasil Hot 100 Airplay)                   | 9              |
| Brasil (Billboard Brasil Regional Belo Horizonte Hot Songs) | 3              |
| Brasil (Billboard Brasil Regional Curitiba Hot Songs)       | 2              |
| Brasil (Billboard Brasil Regional Florianópolis Hot Songs)  | 8              |
| Brasil (Billboard Brasil Regional Fortaleza Hot Songs)      | 1              |
| Brasil (Billboard Brasil Regional Porto Alegre Hot Songs)   | 6              |
| Brasil (Billboard Brasil Regional Recife Hot Songs)         | 1              |
| Brasil (Billboard Brasil Regional Rio de Janeiro Hot Songs) | 1              |
| Brasil (Billboard Brasil Regional Salvador Hot Songs)       | 2              |
| Brasil (Billboard Brasil Regional São Paulo Hot Songs)      | 1              |
| Brasil (Billboard Brasil Regional Vitória Hot Songs)        | 1              |

| Tabela musical (2015)                     | Melhor posição |
| ----------------------------------------- | -------------- |
| Brasil (Billboard Brasil Hot 100 Airplay) | 95             |
| Tabela musical (2016)                     | Melhor posição |
| Brasil (Billboard Brasil Hot 100 Airplay) | 91             |